# Web Entertainment
Web Entertainment — детройтський лейбл звукозапису, заснований братами Бесс у Детройті. 
Фірма відома в першу чергу виданням Infinite та The Slim Shady EP, незалежних релізів Емінема, випущених до того, як той став підписантом Aftermath Entertainment. 
Логотип Web Entertainment з'являвся на всіх наступних сольних альбомах репера, незалежно від задіяності братів Бесс.
2010 року лейбл видав сингл «I'm Deaf» детройтського глухого репера Шона Форбса. Цього ж року відеокліп «I'm Deaf» отримав схвальну оцінку від Мітча Елбома з журналу Parade. У 2011 Web Entertainment видав на iTunes другий сингл «Let's Mambo». Наразі лейбл не приймає жодних демо-записів від виконавців та продюсерів.

## Виконавці
- Eminem
- King Gordy
- Шон Форбс
- Діна Рей
- Frogg

## Дискографія
| Виконавець    | Альбом            | Деталі                         |
| ------------- | ----------------- | ------------------------------ |
| Eminem        | Infinite          | - Випущений: 12 листопада 1996 |
| Eminem        | The Slim Shady EP | - Випущений: 6 грудня 1997     |
| King Gordy    | The Entity        | - Випущений: 24 червня 2003    |
| The Romantics | 61/49             | - Випущений: вересень 2003     |